# Biatló als Jocs Olímpics d'hivern de 1984
Als Jocs Olímpics d'Hivern de 1984 celebrats a la ciutat de Sarajevo (Iugoslàvia) es disputaren tres proves de biatló en categoria masculina, una de 10 km. esprint, una altra de 20 km i una altra de relleus 4x7,5 quilòmetres.
La prova de 20 km. es realitzà el dia 11 de febrer, la de 10 km. el 14 de febrer i la de relleus el 17 de febrer de 1984 a les instal·lacions d'Igman, Veliko Polje. Hi participaren un total de 95 biatletes de 25 comitès nacionals diferents.

## Resum de medalles
| Prova                  | Or                                                                                   | Argent                                                            | Bronze                                                           |
| 10 km. esprint detalls | Eirik Kvalfoss                                                                       | Peter Angerer                                                     | Matthias Jacob                                                   |
| 20 km. detalls         | Peter Angerer                                                                        | Frank-Peter Roetsch                                               | Eirik Kvalfoss                                                   |
| Equips detalls         | Unió SovièticaDmitri Vassiliev · Yuri Kashkarov · Algimantas Šalna · Sergei Buligine | NoruegaOdd Lirhus · Eirik Kvalfoss · Rolf Storsveen · Kjell Søbak | RFAErnst Reiter · Walter Pichler · Peter Angerer · Fritz Fischer |

## Medaller
| Posició | País           | Or | Argent | Bronze | Total |
| 1       | Noruega        | 1  | 1      | 1      | 3     |
| 1       | RFA            | 1  | 1      | 1      | 3     |
| 3       | Unió Soviètica | 1  | 0      | 0      | 1     |
| 4       | RDA            | 0  | 1      | 1      | 2     |
|         |                |    |        |        |       |
| Total   | Total          | 3  | 3      | 3      | 9     |